# Discriminación institucional

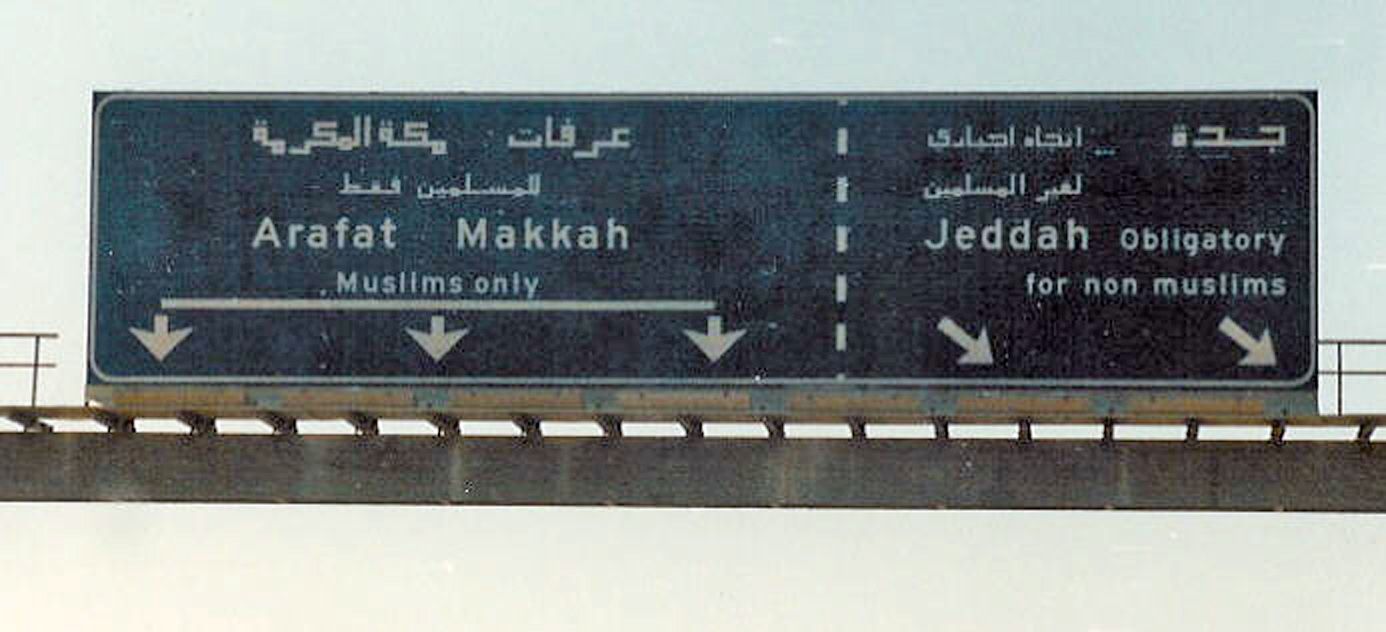
Señales de tránsito en Arabia Saudí. El texto pequeño en árabe dice «Solo para musulmanes» y «Para no musulmanes».

La discriminación institucionalizada o discriminación institucional se refiere al trato injusto y discriminatorio de un individuo o grupo por una sociedad y sus instituciones. Se trata de un sesgo intencionado o involuntario basado en creencias estereotípicas (como sexistas o racistas) compartidas por la mayoría de una sociedad.
Tal discriminación se codifica en los procedimientos administrativos, políticas, leyes u objetivos de las propias instituciones.
los efectos de la discriminación institucional están unos mayores índices de suicidio, de pobreza o de acceso a la salud entre la población afectada.